# Goggolori
Der Goggolori oder Goggolore ist eine bayerische literarische Sagen-Gestalt.
Vor Otto Reuthers Buch Der Goggolore (1935) gibt es nur vage Bezeugungen der – sicher unzutreffend – auf die Keltenzeit zurückgeführten Gestalt. Erst Reuthers Schöpfung hat das koboldartige Wesen, das er am Ammersee lokalisierte, populär gemacht.
Der Bundesgerichtshof wies 1991 eine Urheberrechts-Klage der Erben Reuthers gegen den Schriftsteller Michael Ende ab mit der Begründung Reuthers altbayerische Dorfgeschichte tarne sich als Wiedergabe traditionellen Erzählguts. (BGH, GRUR 1991, S. 456 – Goggolore).
Michael Ende hatte das Libretto für die Oper Der Goggolori. Eine bairische Mär mit Musik in bairischer Mundart verfasst. Durch diese Oper, zu der Wilfried Hiller die Musik komponierte, ist der Name Goggolori heute vor allem bekannt (Uraufführung am 3. Februar 1985, Staatstheater am Gärtnerplatz in München).
Bereits in Astutuli, eine bairische Komödie (entstanden 1947/49) hatte Carl Orff, Hillers Lehrer, den Kobold Goggolori auftreten lassen.
Stark an Reuthers Fassung lehnt sich Johannes Reitmeiers Volksstück da Goggolore an.
Nach der Figur sind benannt:

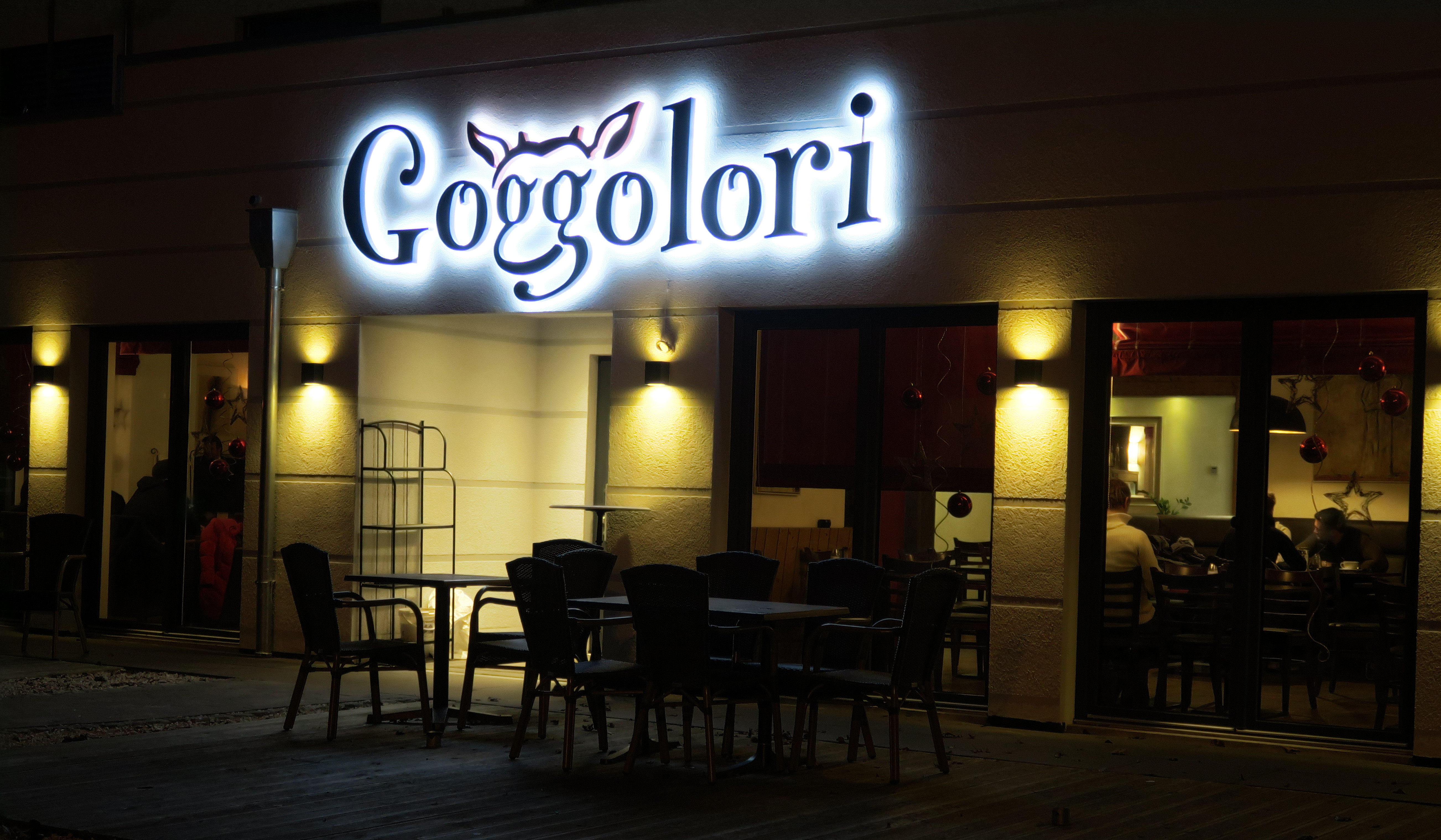
Restaurant Goggolori in Bad Kötzting

- ein seit 1998 bestehendes Restaurant[1] in Bad Kötzting im Regierungsbezirk Oberpfalz und
- der Weilheimer Goggolori, ein Williams-Christ-Birnenbrand
- eine Flurbezeichnung im Süden der Bodenwöhrer Bucht (im Übergang von Landkreis Schwandorf zum Landkreis Cham), nördlich der Bundesstraße 16 (früher B 16n).